# Bullas
Bullas és un municipi del nord-est de Múrcia, amb 82 km² de superfície i 11.435 habitants el 2004. La principal activitat econòmica és el vi, amb denominació d'origen pròpia.

## Demografia
| Població | 5.072 | 6.727 | 7.722 | 4.414 | 7.928 | 9.031 | 8.936 | 9.734 | 9.441 | 9.064 | 9.498 | 9.529 | 11.013 | 11.641 |